# 冯家寨镇
冯家寨镇，是中华人民共和国河北省邢台市广宗县下辖的一个乡镇级行政单位。
2014年，河北省民政厅批复同意撤销冯家寨乡，设立冯家寨镇，镇人民政府驻冯家寨村府前街1号。

## 行政区划
冯家寨镇下辖以下地区：
冯家寨村、大三洲村、北孝路村、高家庄村、南淤町村、北淤町村、南张葛村、南陈庄村、杨漳逯村、南孝路村、郑三洲村、高三洲村、张葛集村、牛家寨村、赵家寨村、西安村、东安村、砖窑村、白家寨村、东霍城寨村、西霍城寨村、小庄村、合义村、候家寨村、田家庄村、路家屯村、孙家庄村和东铺村。